# I Could Live in Hope
I Could Live in Hope (с англ. — «Я мог бы жить надеждой») — дебютный студийный альбом американской инди-рок-группы Low. Он был выпущен 18 февраля 1994 года на лейбле Vernon Yard Recordings.

## История
Являясь реакцией на резкость альтернативного рока начала 1990-х годов, когда популярностью пользовался гранж, Low «отказались от традиционного написания песен в пользу настроения и движения». Под влиянием Брайана Ино и Joy Division, группа, сотрудничая с давним продюсером и мейнстримом нью-йоркского андеграунда Марком Крамером, предпочитала медленные композиции, характеризующиеся минимальной инструментовкой и экономией языка.
Группа назвала альбом в честь остановки за сэндвичами в Хоуп Тауншип, Нью-Джерси.

## Отзывы
| Оценки критиков | Оценки критиков |
| Источник        | Оценка          |
| --------------- | --------------- |
| AllMusic        | [ 4 ]           |
| Chicago Tribune | [ 8 ]           |
| NME             | 7/10            |
| Q               | [ 10 ]          |

Альбом получил в целом положительные отзывы от современных музыкальных критиков. Грег Кот, писавший для Chicago Tribune, считает, что «его тяжёлая драма проползает мимо во всеохватывающем замедленном темпе», и называет его «лучшей записью, сделанной для этих тоскливых, ничего не происходящих и желающих заползти в дыру после обеда дней со времён дебюта группы Galaxie 500».

## Признание
Музыка, исполнявшаяся в «беспрецедентном темпе в тогдашнем цветущем андеграунде», помогла зародиться жанру, известному как слоукор, в который на протяжении 1990-х входили группы от Bedhead до Codeine.
Pitchfork поместил I Could Live in Hope под номером 49 в список лучших альбомов 1990-х годов в 1999 году. В том же году критик Нед Раггетт поместил его под номером 37 в свой список «136 лучших альбомов девяностых» для Freaky Trigger. В 2004 году альбом был включён в список Les Inrockuptibles «50 Years of Rock’n’Roll». В 2018 году Pitchfork поместил его под номером 22 в свой список 30 лучших альбомов в стиле дрим-поп.

## Список композиций
Слова и музыка всех песен — Alan Sparhawk, Mimi Parker и John Nichols, кроме указанных.
| №   | Название   | Автор(ы)    | Лид-вокал        | Длительность |
| --- | ---------- | ----------- | ---------------- | ------------ |
| 1.  | «Words»    |             | Sparhawk         | 5:45         |
| 2.  | «Fear»     |             | Sparhawk         | 2:12         |
| 3.  | «Cut»      |             | Sparhawk         | 5:43         |
| 4.  | «Slide»    |             | Parker           | 3:46         |
| 5.  | «Lazy»     |             | Sparhawk         | 5:35         |
| 6.  | «Lullaby»  |             | Parker           | 9:46         |
| 7.  | «Sea»      |             | Sparhawk, Parker | 1:45         |
| 8.  | «Down»     |             | Sparhawk         | 7:24         |
| 9.  | «Drag»     |             | Sparhawk         | 5:11         |
| 10. | «Rope»     |             | Sparhawk         | 6:11         |
| 11. | «Sunshine» | Oliver Hood | Sparhawk, Parker | 2:59         |